# Apostasi
Apostasi (fra græsk- αποστασία) betyder frafald og bruges om frafald fra troen inden for en given religion, og er normalt noget der bruges af de tilbageblivende religionsudøvere om den udbrydende; en sådan udbryder kan omtales som en apostat. Typiske grunde til frafald er, når troen hos personen bliver til vantro/ikke-tro, altså en afvisning af religionen eller konversion. Det kan dog også skyldes ekskommunikation, forfølgelse eller hvis personens tro efterhånden afviger så meget i forhold til den ortodokse religion at det ses som en ny religion.

## Apostasi i Kristendommen
Kristendommen er i sig selv ud fra jødisk synspunkt et frafald fra Jødedommen og Moselov. Om Paulus siges der i Apostlenes Gerninger:
| Citat | du lærer alle de jøder, der bor blandt hedningerne, frafald fra Moses ved at sige, at de ikke skal omskære deres børn og heller ikke leve efter jødisk skik. | Citat |
|       | |       |

Derimod er det fra kristen synspunkt netop kulminationen på jødedommen at tage imod den ventede Messias, altså Jesus Kristus.
Derudover forekommer ordet apostasi (frafald) kun i Andet Thessalonikerbrev om forudsigelsen af et stort frafald i de sidste tider. Dog er frafald et stort tema i Det Nye Testamente, hvor der ofte advares mod alt der kan føre bort fra troen.
I kirkehistorien findes ligeledes mange eksempler på apostasi, særligt i forbindelse med forfølgelse.

## Eksterne links
- Wife: Saudi blogger recommended for apostasy trial, CNN.com 26.12.13